# Акоста, Рафаэль
Алехандро Рафаэль Акоста Кабрера (исп. Alejandro Rafael Acosta Cabrera; 2 октября 1990 года, Мальдонадо) — уругвайский футболист, полузащитник чешского «Яблонца».

## Клубная карьера
Рафаэль Акоста начинал свою карьеру футболиста в уругвайском клубе «Депортиво Мальдонадо», выступавшем тогда во Втором дивизионе. С сентября 2013 года он стал игроком уругвайского «Атенаса». 16 августа 2014 года Акоста дебютировал в Чемпионате Уругвая, выйдя в основном составе в домашнем матче с «Ривер Плейтом». 9 ноября того же года он впервые забил на высшем уровне, окрыв счёт в домашнем поединке против «Такуарембо».
В сезоне 2015/16 уругваец выступал на правах аренды за чешский «Богемианс 1905», а с середины 2016 года представляет мексиканский «Веракрус». 